# إرثرولوز
الD-إرثرولوز (بالإنجليزية: D-Erythrulose)‏ هو سكر رباعي من الكربوهيدرات يمتلك الصيغة الجزيئية C4H8O4. وهو يمتلك مجموعة كيتون ولذلك فهو من عائلة السكريات الكيتونية.